# Elecciones generales de Paraguay de 1953
Las elecciones generales de Paraguay de 1953 fueron un evento electoral nacional que se realizó en dicho país para elegir al presidente. En esta elección, el presidente en ejercicio Federico Chaves fue el único candidato, por lo tanto, ganó sin oposición.